# Aciculites spinosa
Aciculites spinosa är en svampdjursart som beskrevs av Jean Vacelet och Vasseur 1971. Aciculites spinosa ingår i släktet Aciculites och familjen Scleritodermidae. Inga underarter finns listade i Catalogue of Life.